# Helen Kennedy
Pour les articles homonymes, voir Kennedy.
Helen Kennedy,  née en 1958 est une politicienne et activiste canadienne. Elle est la directrice exécutive de Egale Canada et l'une des secrétaires générales de l'ILGA.

## Biographie
Née en Irlande, elle arrive au Canada en 1979 à l'âge de 21 ans. 
Kennedy commence sa carrière d'activiste et agente du changement avec l'Industrial Accident Prevention Association, où elle s'engage en faveur des personnes avec handicap et la sécurité au travail, en  développant la conscience collective sur ces problèmes grâce à son travail d'éditrice du magazine de l'association.
En 1985 elle est engagée par le comité du Nouveau Parti démocratique de l'Ontario à Queen's Park. Elle sert le parti durant 14 années, à la fois dans le gouvernement et dans l'opposition. Durant ce temps, Kennedy fonde la  East York Tenants Association, qui milite pour le droit des locataires et le contrôle des loyers. Elle met sur pied une campagne de sensibilisation nommée Citizens for Access pour favoriser l'accès des bâtiments publics aux personnes avec un handicap.

## Politique municipale
En 1988 elle fait campagne pour le poste de conseillère municipale à East York. Sa campagne est la première au Canada à inclure des informations sur cassettes audio à l'intention des personnes aveugles. Elle reste à ce poste jusqu'en 1991, date à laquelle les impératifs de son poste à Queen's Park à la suite de la victoire aux élections provinciales du NDP exigent sa démission.
En 1999, Kennedy rejoint l'équipe de la conseillère municipale de Toronto Olivia Chow, en tant qu'assistante de circonscription de  Trinity Spadina. À la suite du désistement de Chow du conseil municipal pour être candidate aux  élections fédérales canadiennes de 2006, Kennedy soumet sa candidature aux élections municipales avec le soutien de Chow. Le siège est remporté par Adam Vaughan, un encien journaliste de Citytv.
| élections de 2006 à Toronto Ward 20 |       |      |
| Candidat                            | Votes | %    |
| Adam Vaughan                        | 7,834 | 51.7 |
| Helen Kennedy                       | 5,334 | 35.2 |
| Desmond Cole                        | 750   | 4.9  |
| Chris Ouellette                     | 375   | 2.5  |
| Joseph Tuan                         | 359   | 2.4  |
| Devendra Sharma                     | 231   | 1.5  |
| Douglas Lowry                       | 193   | 1.3  |
| Carmin Priolo                       | 91    | 0.6  |

## Egale
En avril 2007, elle est nommée directrice exécutive de Egale Canada, un groupe militant en faveur des droits LGBTIQ anciennement nommée (Equality for Gays And Lesbians Everywhere). Elle est la première femme à diriger l'organisation,,. En qualité de directrice de Egale, elle qualifie de moment historique les excuses adressées en 2017 par Justin Trudeau, premier ministre du Canada aux fonctionnaires LGBTIQ pour les persécutions et les discriminations dont elles ont été victimes.

## ILGA
En 2017 elle est l'une des secrétaire générale de l'ILGA.

## Distinctions reçues
- Queen’s Diamond Jubilee Medal en récompense de son activisme et des services rendus à la communauté[6],[7]